# Избори за Европски парламент 2004. (Аустрија)
Избори за европски парламент 2004. у Аустрији је био избор за делегацију из Аустрије за Европски парламент од 2004-2009. године. То си били трећи избори за Европски парламент у историји Аустрије и одржани су 13. јуна 2004.
Партије левице, Социјалдемократска партија Аустрије и Зелена странка, су освојили већи проценат гласова. Владајућа конзервативна партија, Аустријска народна странка је такође освојила већи проценат гласова, али на рачун свог коалиционог партнера, Слободарске партије, која је освојила много мање гласова. Антикорупцијска кампања Ханза-Петера Мартина је имала утицаја и његова листа је освојила два мандата.

## Изборни резултати
Резултати избора за европски парламент у Аустрији 2004.
| Политичка партија                      | Политичка група | Гласова   | Гласова  | %     | %     | Мандата | Мандата |
| Политичка партија                      | Политичка група | 2004      | ±        | 2004  | ±     | 2004    | ±       |
| -------------------------------------- | --------------- | --------- | -------- | ----- | ----- | ------- | ------- |
| Социјалдемократска партија Аустрије () |                 | 833.517   | -54.821  | 33,33 | +1,6  | 7       | 0       |
| Аустријска народна странка ()          |                 | 817.716   | -41.459  | 32,70 | +2,0  | 6       | -1      |
| Листа Ханз-Петер Мартина ()            |                 | 349.696   | -        | 13.98 | -     | 2       | +2      |
| Зелени - Зелена алтернатива ()         |                 | 322.429   | +62.156  | 12,89 | +3,6  | 2       | 0       |
| Слободарска партија Аустрије ()        |                 | 157.722   | -497.797 | 6,31  | -17,1 | 1       | -4      |
| Остале партије                         | -               | 19.530    | -        | 0,78  | -     | 0       | 0       |
| Укупно                                 |                 | 2.500.610 |          | 100   |       | 18      | -3      |
| Неважећи гласови                       | -               | 66,029    | -        | 2,6   | -     | -       | -       |

- Од 6.049.129 регистрованих гласача на изборе је изашло 42,43%